# Sabine Sauer (Moderatorin)

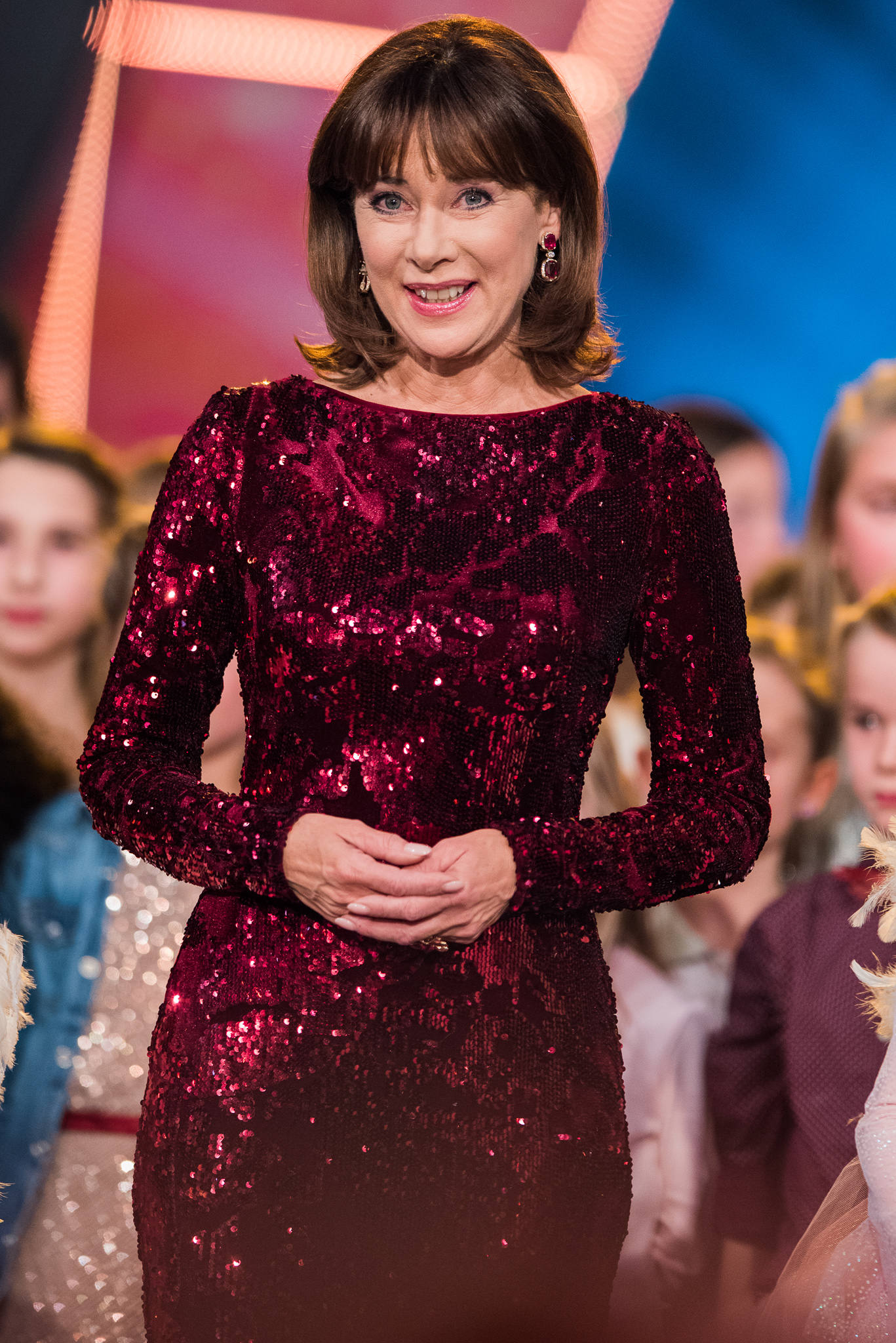
Sabine Sauer bei der Moderation der Sternstunden-Gala 2016 des BR

Sabine Sauer (* 22. Februar 1955 in Freiburg im Breisgau) ist eine deutsche Moderatorin und Journalistin.

## Leben
Sabine Sauers Vater war der Schauspieler, Hörspiel- und Synchronsprecher sowie Hörspiel- und Synchronregisseur Günther Sauer (1919–1990), ihre Mutter war Studienrätin. Im Jahr 1960, als Sabine fünf Jahre alt war, zog die Familie nach München.
1978 brach Sauer ihr Kunststudium mit dem Berufsziel Restauratorin in München ab, weil die Ansagen und Moderationen beim Bayerischen Rundfunk (Hörfunk) sie zeitlich stark beanspruchten.

## Beruf
Ihre Karriere begann sie 1978 im Hörfunk. Nachdem sie fünf Jahre lang beim Bayerischen Rundfunk die Funksendung Gute Nacht, Freunde moderiert hatte, wechselte sie 1983 zum Fernsehen. Bundesweit bekannt wurde sie im März 1984 mit der Moderation des nationalen Vorentscheids des Eurovision Song Contests Ein Lied für Luxemburg. Im selben Jahr startete im ZDF ihre erste eigene Sendereihe, Kino-Hitparade, die bis 1991 lief. 1986 übernahm sie im ZDF zusätzlich die Moderation der Sendung Showfenster, einer Nachfolgerin der V.I.P.-Schaukel von Margret Dünser. 1993 moderierte sie zwei Folgen der ZDF-Show Chiffre.
Im NDR Fernsehen moderierte Sabine Sauer von 1994 bis 1995 die NDR-Talkshow und von 1995 bis 1997 gemeinsam mit Rüdiger Wolff die Aktuelle Schaubude.
Seit 1999 moderiert sie die jährliche Benefiz-Gala zu den Sternstunden in der Adventszeit im Bayerischen Fernsehen. Ab 2002 folgten die tägliche Sendung Wir in Bayern und die samstägliche Talkshow Unter vier Augen (bis 2016) sowie ab 2011 die Sendung BR-unterwegs.
Unabhängig davon präsentierte sie 2006, 2007, 2011 und 2012 das Open-Air-Konzert Klassik am Odeonsplatz und moderierte Preisverleihungen wie den Bayerischen Filmpreis, den Bayerischen Theaterpreis und den Bayern-Online-Preis. Des Weiteren eröffnete sie 2007 die Richard-Strauss-Festspiele in Garmisch-Partenkirchen und präsentiert die Konzertreihe Klassik um 11 der Nürnberger Symphoniker.
2011 spielte sie in der Polizeiruf-110-Folge Denn sie wissen nicht, was sie tun eine Reporterin, die live vom Ort eines Bombenanschlages berichtet.
Im Hörfunk moderierte sie von 1998 bis Dezember 2020 sonntags die Wunsch-Musik auf BR-Klassik. 
Sabine Sauer verabschiedete sich nach 43 Jahren bei ZDF, NDR und BR zum Jahresende 2020 in den Ruhestand. Am Montag, dem 24. Mai 2021, strahlte das BR Fernsehen im Rahmen der Sendung Gipfeltreffen eine Episode mit Sabine Sauer aus. Am 6. Dezember 2021 sendete das BR Fernsehen im Rahmen der Lebenslinien das Porträt Sabine Sauer – Die Frau hinter dem Lächeln. Im August 2022 hatte Sauer einen Gastauftritt in der BR-Sendung Kunst und Krempel.
An der Deutschen Journalistenschule war Sauer als Dozentin tätig. 
Ihr Lebensgefährte ist der Arzt Alexander Paquet.

## Auszeichnungen
- 1984: Goldene Kamera – 3. Platz der Hörzu-Leserwahl „Bester Nachwuchsstar“
- 1985 und 1988: Telestar
- 2016: Bayerischer Verdienstorden

## Film und Dokumentation
- 2011: Polizeiruf 110: Denn sie wissen nicht, was sie tun
- 2021: Lebenslinien – Menschen im Porträt: Sabine Sauer – Die Frau hinter dem Lächeln, BR Fernsehen[1]